# Coppa Italia (Eishockey)
Die Coppa Italia ist der nationale Eishockeypokalwettbewerb Italiens. Er wurde erstmals 1973 ausgespielt und findet seit 2000 jährlich statt. Gemeinsame Rekordsieger sind der HC Bozen, Asiago Hockey, HC Milano Vipers, SG Cortina und Ritten Sport mit jeweils drei Titeln.

## Geschichte
Die ersten beiden Ausgaben der Coppa Italia gewann der SG Cortina 1973 und 1974. Im Anschluss wurde der Wettbewerb 1991 und 1998 zwei weitere Male ausgetragen, ehe er seit der Saison 2000/01 jährlich stattfindet.

## Modus
Anfangs variierte der Austragungsmodus der Coppa Italia von Jahr zu Jahr. Überwiegend traten jedoch die besten vier Mannschaften der Serie A1 in einem Turnier im Dezember gegeneinander an.
Seit der Saison 2006/07 treten alle Mannschaften der Serie A1 und Serie A2 gegeneinander an, wobei die Pokalspiele über das ganze Jahr verteilt stattfinden.
Ab der Saison 2016/17 ist der Coppa Italia ein Turnier zwischen den Mannschaften der zweithöchsten Spielklasse (die Serie B in der Saison 2016/17, dann die Italian Hockey League).

## Bisherige Pokalsieger
- 1973: SG Cortina
- 1974: SG Cortina
- 1991: Asiago Hockey
- 1998: Hockey Club Courmaosta
- 2001: Asiago Hockey
- 2002: Asiago Hockey
- 2003: HC Milano Vipers
- 2004: HC Bozen
- 2005: HC Milano Vipers
- 2006: HC Milano Vipers
- 2007: HC Bozen
- 2008: SG Pontebba
- 2009: HC Bozen
- 2010: SV Ritten Sport
- 2011: HC Pustertal
- 2012: SG Cortina
- 2013: HC Valpellice
- 2014: Ritten Sport
- 2015: Ritten Sport
- 2016: HC Valpellice

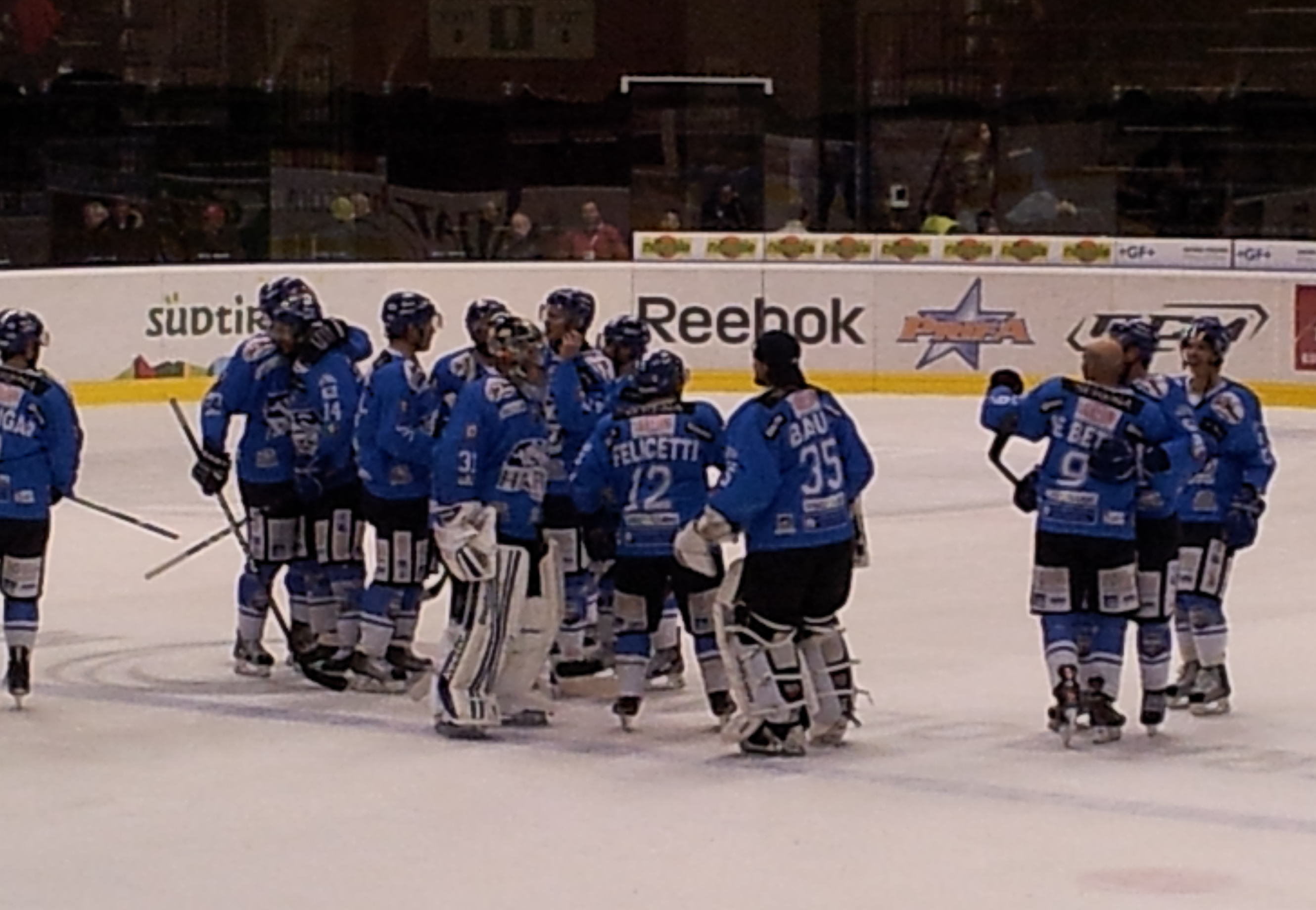
SG Cortina gewinnt die Coppa Italia 2012

Ab der Saison 2016/17 ist der Coppa Italia ein Turnier zwischen den Mannschaften der zweithöchsten Spielklasse (die Serie B in der Saison 2016/17, dann die Italian Hockey League).
- 2017: Hockey Milano Rossoblu[1]
- 2018: Hockey Milano Rossoblù
- 2019: SV Kaltern
- 2020: HC Meran[2]
- 2021: Hockey Unterland Cavaliers
- 2022: Hockey Unterland Cavaliers
- 2023: HCMV Varese Hockey[3]

## Titel nach Mannschaft
- HC Bozen (3): 2004, 2007, 2009
- Asiago Hockey (3): 1991, 2001, 2002
- HC Milano Vipers (3): 2003, 2005, 2006
- SG Cortina (3): 1973, 1974, 2012
- SV Ritten-Renon (3): 2010, 2014, 2015
- HC Valpellice (2): 2013, 2016
- Hockey Milano Rossoblu (2): 2017, 2018
- Hockey Unterland Cavaliers (2): 2021, 2022
- SG Pontebba (1): 2008
- Hockey Club Courmaosta (1): 1998
- HC Pustertal (1): 2011
- SV Kaltern (1): 2019
- HC Meran (1): 2020
- HCMV Varese Hockey (1): 2023